# Czoło (Riesengebirge)
Der Czoło (tschechisch Čelo; deutsch: Kammsteig) ist ein Berg im östlichen Teil des Riesengebirges an der tschechisch-polnischen Grenze.

## Lage
Der Gipfel liegt am Ende des Schmiedeberger Kamms, der östlichen Fortsetzung des Schlesischen Riesengebirg-Kamms. 
Der Berg, der auch den deutschen Namen "Stirnberg" trägt, ist der sogenannte Wintergipfel des Skalny Stół (tschech. Tabule, deutsch. Tafelstein), mit dem er im Westen über einen flachen Grat verbunden ist. Der Nordhang erhebt sich über dem Ochsenberg und dem Hirschberger Tal (poln. Kotlina Jeleniogórska), der Südhang über dem Tal der Kleinen Aupa (tschech. Malá Úpa). Der Südosthang fällt zum tschechisch-polnischen Straßengrenzübergang Przełęcz Okraj (tschech. Pomezní Boudy, deutsch. Grenzbaudenpass) hin ab.

### Nahegelegene Gipfel
| Izbica      | Wołowa Góra | Rudnik     |
| Skalny Stół | Kompass     | Sulica     |
| Haida       |             | Dzwonkówka |

## Hydrologie
Etwa 800 m nordwestlich vom Pass, keine hundert Höhenmeter unterhalb des Gipfels entspringt am Südhang auf 1.180 m Seehöhe die Quelle der Kleinen Aupa. Die östlichen Hänge werden über die Jedlica (deutsch Iselbach bzw. Eglitz) einem Nebenfluss der Lomnica entwässert. Das Wasser am Nordhang fließt in die Malina (deutsch Forstlangwasser oder Hofgrund), die wiederum ein Zufluss der Jedlica ist. Die genannten Gewässer gehören zum Flusssystem Oder - Ostsee.

## Flora und Fauna
Der Schmiedeberger Kamm, auch Forstkamm, ist bis hinauf zum Gipfel bewaldet; der Czoło ist kein Aussichtsberg. Zwar sind auch hier die im 20. Jahrhundert angelegten Fichten-Monokulturen vorherrschend, doch wird versucht, die ursprünglichen Mischwälder aus Buchen, Tannen und Fichten sowie in kleineren Mengen Eberesche und Ahorn wiederherzustellen. Bereits am Ochsenberg sind Vogelarten anzutreffen, die eher für höhere Lagen des Riesengebirges typisch sind, z. B. der Gimpel und Karmingimpel, von den Säugetieren seien Alpenspitzmaus, Sumpf- und Erdmaus genannt.

## Gestein und Minerale
Der Aufbau des Bergs besteht aus metamorphen Gesteinen, Quarzschiefer, Amphibolit, Gneis und hauptsächlich Glimmerschiefer, dem Muttergestein der für den böhmischen Volksschmuck typischen Granate. Das Gebiet des Schmiedeberger Kamms ist von alters her bekannt für reiche Edelsteinvorkommen.

## Tourismus und Naturschutz
Der Czoło liegt auf dem Gebiet des Karkonoski Park Narodowy (KPN) in Polen und in Tschechien im Krkonošský národní park (KRNAP). Auf beiden Seiten der Grenze verlaufen befestigte Wanderwege, die aus Naturschutzgründen nicht verlassen werden dürfen.  
▬ Mit gelber Markierung geht ein Weg aus Schmiedeberg kommend weiter zum Tafelstein.

▬ Rot gekennzeichnet führt am Südhang der Weg der polnisch-tschechischen Freundschaft entlang, der am Grenzbaudenpass sein östliches Ende hat.

▬ Ein blau markierter Weg führt vom Okraj entlang der Staatsgrenze über den Gipfel des Czoło zum Eulenpass (polnisch Przełęcz Sowia, tschechisch Soví sedlo oder Můstek) und weiter, unterhalb der Schneekoppe, nach Karpacz.

Unterhalb des Gipfels, auf 1.200 m Seehöhe befindet sich ein Startplatz für Gleitschirmflieger, der wegen des erheblichen Höhenunterschieds und der dadurch möglichen langen Flugstrecken bei den Piloten sehr beliebt ist.